# L'Âge de la colère
L'Âge de la colère (La edad de la ira) est une web-série dramatique espagnole en quatre épisodes, d'après un roman de Nando López, diffusée du 27 février 2022 au 20 mars 2022 sur Atresplayer. En France, la série est diffusée sur France Télévisions depuis février 2024.

## Synopsis
Marcos, 17 ans, est montré à travers le regard de ses proches : Sandra, avec qui il commençait à sortir, son grand frère Ignacio, et son ami Raúl. Une enquête est menée et il est arrêté quand le père de Marcos est tué, car tout semble l’accuser. Mais pourquoi aurait-il commis un tel crime ? Que cache Marcos ?

## Distribution
- Manu Ríos : Marcos
- Amaia Aberasturi : Sandra
- Daniel Ibáñez : Raúl
- Carlos Alcaide : Ignacio
- Eloy Azorín : Álvaro
- Sara Jiménez : Bárbara
- María Morales
- Xavi Sáez
- Rocío Muñoz-Cobo : Ángela Vergara

## Production

### Développement
La série est une adaptation du roman de Nando López. Elle est créée par les scénaristes Juanma Ruiz Córdoba et Lucía Carballal et le réalisateur Jesús Rodrigo, qui s'étaient rencontrés sur la série Derrière les barreaux.
À la différence du roman, les scénaristes décident de prendre le point de vue des adolescents.

### Attribution des rôles
Le rôle de Marcos revient à Manu Ríos, révélé dans la série Élite. Le personnage de Sandra est interprété par Amaia Aberasturi, nommée au prix Goya de la meilleure actrice pour son rôle dans Les Sorcières d'Akelarre. Eloy Azorín, connu pour la série Alta Mar, joue un des professeurs du lycée.

### Tournage
La série est tournée à Madrid, entre autres sur la Plaza Mayor, dans la sierra de Guadarrama, ou encore au lycée Ramiro de Maeztu.

### Fiche technique
- Titre : L'Âge de la colère (La edad de la ira)
- Scénario : Juanma Ruiz Córdoba et Lucía Carballal
- Réalisation : Jesús Rodrigo
- Production : Atresmedia, Big Bang Media, Masficción
- Distribution : Atresplayer
- Langues : castillan

## Épisodes
1. Sandra
2. Ignacio
3. Raúl
4. Marcos

## Récompenses
- Festival Marseille Series Stories 2022 : prix de la mise en scène et prix du public[6]

## Réception critique
Pour L'Humanité, « À la fois thriller et récit initiatique, « l’Âge de la colère » explore les complexités relationnelles qui affectent la jeunesse d’aujourd’hui, l’homophobie, l’amour, l’acceptation de soi… »